# Loena Leeflang
Loena "Lijpo" Leeflang (Engels: Luna "Loony" Lovegood) is een personage uit de Harry Potterboeken van J.K. Rowling. In de boeken wordt ze omschreven als een toonbeeld van "mafheid". Ze heeft haar toverstaf altijd achter haar oor gestoken, draagt een ketting gemaakt van Boterbier-doppen, en oorbellen met radijsjes (die later luchtruimpruimen blijken te zijn) eraan. Loena's vader is de hoofdredacteur van de Kibbelaar, waarin hij verhalen publiceert waarvan hij vindt dat "het publiek het moet weten". De verhalen zijn echter over het algemeen belachelijk, onwaar en raar. Loena gelooft ze echter onvoorwaardelijk en daarom vinden de meeste mensen haar een vreemde snuiter. Loena verdedigt haar standpunten en haar vader echter tegen beledigingen van anderen. Loena's moeder is overleden doordat een experiment verkeerd uitpakte. Loena is een volbloed tovenaar.

## Beschrijving door J.K. Rowling
Volgens J.K. Rowling is Loena een soort "anti-Hermelien". Loena gelooft namelijk zaken die slechts gebaseerd zijn op geloof, en Hermelien baseert haar meningen altijd op feiten en logica. Hermelien probeert Loena er diverse keren van te overtuigen dat haar overtuigingen onzin zijn, echter zonder enig succes. Loena vindt Hermeliens opvattingen bekrompen, en Hermelien vindt Loena onnozel. Aan het einde van het vijfde boek lijkt Hermelien in te zien dat Loena zich niet laat overtuigen. Hoewel Loena misschien een beetje "maf" is, kan ze bijzonder opmerkzaam zijn wat betreft de mensen om haar heen. Ze weet Harry diverse keren te verrassen met haar opmerkingsgave en aan botheid grenzende eerlijkheid.

## Patronus
De Patronus van Loena is een haas. Dit heeft ze geleerd tijdens de bijeenkomsten van Strijders van Perkamentus van Harry en wordt de eerste keer gezien in de film Harry Potter en de Orde van de Feniks.

## Biografie
Loena's afdeling op Zweinstein is Ravenklauw. Ze zit in hetzelfde jaar als Ginny, en zit dus in het vierde jaar ten tijde van het vijfde boek. Loena's eerste optreden in het boek vindt plaats wanneer Harry geen lege coupé meer kan vinden in de Zweinsteinexpres en Ginny hem ervan overtuigt dat ze best bij Loena kunnen gaan zitten.
Loena heeft warrig, vuil-blond haar tot aan haar taille. Haar blik wordt omschreven als "vaag", haar ogen als "zilverachtig" of "mistig" maar ook als "uitpuilend". Er wordt gespeculeerd over de reden waarom Rowling Loena uitpuilende ogen heeft toebedacht: volgens sommigen is het niet slechts bedoeld als komisch, maar ook (zoals in klassieke kunstwerken) als symbool voor alertheid, inzicht en spiritualiteit. De kleur van haar ogen wordt in de boeken niet vermeld.
Achter haar rug om wordt Loena wel "Lijpo" genoemd. Loena weet hiervan en lijkt het niet erg te vinden. Sommige van haar klasgenoten stelen regelmatig haar spulletjes en verstoppen ze voor de lol. Wanneer ze dit terloops aan Harry vertelt, wint ze hiermee onbedoeld zijn sympathie. Harry biedt aan om haar te helpen zoeken, maar dat vindt Loena niet nodig. Loena lijkt niets te geven om wat anderen van haar vinden, maar ze hecht daarentegen veel belang aan de mening van anderen over haar vaders krant. Loena gelooft Harry wanneer hij vertelt over de terugkeer van Heer Voldemort en verdedigt Harry publiekelijk.

### Harry Potter en de Orde van de Feniks
In het vijfde boek (haar vierde schooljaar) wordt Loena lid van de Strijders van Perkamentus (de SVP). Later neemt ze ook deel aan de gevechten in het Departement van Mystificatie, waar Harry haar en Hermelien, Ron, Marcel en Ginny mee naartoe neemt om Sirius Zwarts te bevrijden die daar gevangen zou worden gehouden door Heer Voldemort. Ze worden daar echter opgewacht door een groep Dooddoeners en moeten vechten voor hun leven.
In het Departement van Mystificatie hoort Loena gefluister achter een mysterieus gordijn. Harry hoorde dit gefluister ook. Volgens Loena horen ze de stemmen van de doden, die zich achter het gordijn bevinden. Wanneer ze dit aan Harry vertelt, weet hij niet wat hij ervan moet maken - is dit weer zo'n maf verhaal van Loena, of klopt het echt? Hij hoort de stemmen immers ook. Wat het waarheidsgehalte ervan ook is, Harry voelt zich hierdoor vertrouwd genoeg met Loena om met haar over Sirius te kunnen praten. Ze blijken beide tragedies te hebben meegemaakt in hun verleden, worden door buitenstaanders soms als labiel gezien en hebben dus een en ander gemeen.
Loena lijkt weliswaar excentriek, maar is volkomen normaal. Dat ze bij Ravenklauw is ingedeeld wijst er op dat ze ook behoorlijk intelligent is. Echter het feit dat ze soms wat afwezig is, zich raar uitdost en in vreemde zaken gelooft draagt ertoe bij dat ze de reputatie heeft een "vreemde vogel" te zijn.
De zogenaamde "Nargles" wijzen dan ook op Loena's pesters. Loena wijst vaak naar haar moeder, Harry en Hermelien hebben geen idee wie Loena's moeder is. Wanneer ze op haar kamer komen, zien ze een foto van Loena's moeder en zien ze dat Loena een schilderij heeft gemaakt van de mensen die ze haar vrienden noemt (Harry, Ginny, Hermelien, Ron en Marcel).

### Harry Potter en de Halfbloed Prins
Op de eerste schooldag repareert Nymphadora Tops de neus van Harry nadat die, na een ruzie in de Zweinsteinexpres, door Draco Malfidus is gebroken. In de film wordt dit door Loena gedaan. 

Harry nodigt Loena in de loop van het zesde boek, Loena's vijfde jaar dus, uit om met hem mee te gaan naar de kerstborrel van Professor Slakhoorn. Voor deze gelegenheid laat ze haar luchtruimpruim-oorbellen thuis en kleedt ze zich in een zilverkleurige jurk, waardoor Harry constateert dat ze er best leuk uitziet. Loena stelt tijdens deze bijeenkomst vast dat het "is alsof ze vrienden heeft", een gevoel dat haar doet denken aan de bijeenkomsten van de SVP in het schooljaar ervoor. Ze is erg blij en -bijna onkarakteristiek- opgetogen door de uitnodiging van Harry.
Tijdens dit schooljaar geeft Professor Anderling diverse leerlingen de mogelijkheid een Zwerkbal-wedstrijd van commentaar te voorzien. Loena is er daar een van. Ze becommentarieert echter niet alleen de wedstrijd maar laat de toeschouwers ook naar de bijzonder gevormde wolkjes kijken en merkt op dat Ginny erg aardig is. Ron Wemel, die op dat moment in de ziekenzaal ligt en haar magisch versterkte stem daar woordelijk kan verstaan, geniet enorm van het commentaar van Loena en zegt naderhand dat hij nog nooit zo heeft gelachen.
Wanneer aan het einde van het zesde boek de Dooddoeners Zweinstein aanvallen, is Loena een van de weinige SVP-leden die reageert op de oproep van Hermelien. Kort na deze gebeurtenissen woont Loena samen met Marcel Lubbermans de begrafenis van Albus Perkamentus bij. Ze ondersteunt Marcel, die tijdens de gevechten met de Dooddoeners lichtgewond is geraakt. Tijdens de begrafenis realiseert Harry zich dat behalve Ginny, Hermelien en Ron, alleen zij en Marcel op de oproep van Hermelien hebben gereageerd. Hij constateert dat zij waarschijnlijk de twee meest eenzame leerlingen uit de SVP-groep waren, en daarom mogelijk het vaakst hun SVP-munten controleerden.

### Harry Potter en de Relieken van de Dood
In het zevende boek wordt Loena gevangengenomen door Dooddoeners omdat haar vader in zijn krant, de Kibbelaar, openlijk uitkwam voor zijn steun aan Harry Potter. Ze ontsnapt uiteindelijk, na lang gevangen te hebben gezeten, samen met Harry, Ron en Hermelien uit de gevangenis, met hulp van Dobby. Tijdens haar gevangenschap in de kelder van Villa Malfidus raakt ze bevriend met Olivander. Als het trio terug op Zweinstein is helpt ze Harry zoeken naar de Diadeem van Ravenklauw. Ze verlamt een leraar die aan de zijde van Voldemort staat. Ze is ook een van de vrienden die de SVP weer bij elkaar brengt. Ze neemt Harry mee onder de Onzichtbaarheidsmantel naar de toren van Ravenklauw omdat Harry op zoek is naar het diadeem. Loena vecht ook mee in de Slag om Zweinstein.

### Leven na de serie
J.K. Rowling heeft in haar Open Book Tours laten weten dat Loena Leeflang natuuronderzoeker is geworden. Of ze ooit een "Kreukelhoornige Snottifant" (een van de niet-bestaande dieren waarin Loena gelooft) heeft gevonden, is niet bekend. Ze is getrouwd met Rolf Scamander. Rolf is de kleinzoon van de bekende magie-zoöloog Newt Scamander, schrijver van het fictieve boek Fabeldieren en Waar Ze Te Vinden. Ze heeft met hem twee kinderen gekregen: Lorcan en Lysander.

## Familie en achtergrond
Loena's ouders zijn allebei tovenaar: haar vader Xenofilus is immers de hoofdredacteur van de Kibbelaar en Loena noemt haar moeder een "heel slimme heks".
Over haar moeder zegt Loena dat ze graag experimenteerde. Ze kwam om het leven tijdens het uitproberen van een spreuk die "behoorlijk fout" ging, aldus Loena. Loena kwalificeert deze gebeurtenis als "behoorlijk erg" en geeft toe dat ze er soms nog wel verdrietig om is, maar ze is erg blij dat ze haar vader nog heeft. Omdat Loena's moeder overleed toen Loena negen jaar oud was, en zij daarbij aanwezig was, kan Loena al sinds haar aankomst op Zweinstein de Terzielers zien.
Loena's familie komt niet eerder in de verhalen voor dan in Harry Potter en de Orde van de Feniks, hoewel er in Harry Potter en de Vuurbeker wordt gezegd dat er Leeflangs in de buurt van het huis van de Wemels, Het Nest, wonen. In het zevende boek gaan Harry, Ron en Hermelien op bezoek in het huis van Loena en haar vader.

## Etymologie van de naam "Loena"
Luna is Latijn voor maan. De naam verwijst waarschijnlijk naar Loena's afwezige gedrag en haar onconventionele gedachtepatronen. In vroeger tijden werd de maan, met name de volle maan, gezien als oorzaak van de zogenoemde maanziekte, een vorm van geestelijke onevenwichtigheid. Het Engelse zelfstandig naamwoord lunatic (=gek, gestoorde) is hiervan afgeleid. In de westerse folklore staat de maan ook voor intuïtie en inzicht, en voor een goed en warm hart.

## Stamboom
| Newt Scamander | Newt Scamander | Newt Scamander | Newt Scamander | Newt Scamander | Newt Scamander |                  |                  | Porpentina Scamander | Porpentina Scamander | Porpentina Scamander | Porpentina Scamander | Porpentina Scamander | Porpentina Scamander |                    |                    |                    |                    |                    |                    |                  |                  |                  |                  |                  |                  |
| Newt Scamander | Newt Scamander | Newt Scamander | Newt Scamander | Newt Scamander | Newt Scamander |                  |                  | Porpentina Scamander | Porpentina Scamander | Porpentina Scamander | Porpentina Scamander | Porpentina Scamander | Porpentina Scamander |                    |                    |                    |                    |                    |                    |                  |                  |                  |                  |                  |                  |
|                |                |                |                |                |                |                  |                  |                      |                      |                      |                      |                      |                      |                    |                    |                    |                    |                    |                    |                  |                  |                  |                  |                  |                  |
|                |                |                |                | onbekend       | onbekend       | onbekend         | onbekend         | onbekend             | onbekend             |                      |                      | Xenofilus Leeflang   | Xenofilus Leeflang   | Xenofilus Leeflang | Xenofilus Leeflang | Xenofilus Leeflang | Xenofilus Leeflang |                    |                    | Pandora Leeflang | Pandora Leeflang | Pandora Leeflang | Pandora Leeflang | Pandora Leeflang | Pandora Leeflang |
|                |                |                |                | onbekend       | onbekend       | onbekend         | onbekend         | onbekend             | onbekend             |                      |                      | Xenofilus Leeflang   | Xenofilus Leeflang   | Xenofilus Leeflang | Xenofilus Leeflang | Xenofilus Leeflang | Xenofilus Leeflang |                    |                    | Pandora Leeflang | Pandora Leeflang | Pandora Leeflang | Pandora Leeflang | Pandora Leeflang | Pandora Leeflang |
|                |                |                |                |                |                |                  |                  |                      |                      |                      |                      |                      |                      |                    |                    |                    |                    |                    |                    |                  |                  |                  |                  |                  |                  |
|                |                |                |                | Rolf Scamander | Rolf Scamander | Rolf Scamander   | Rolf Scamander   | Rolf Scamander       | Rolf Scamander       |                      |                      |                      |                      |                    |                    | Loena Leeflang     | Loena Leeflang     | Loena Leeflang     | Loena Leeflang     | Loena Leeflang   | Loena Leeflang   |                  |                  |                  |                  |
|                |                |                |                | Rolf Scamander | Rolf Scamander | Rolf Scamander   | Rolf Scamander   | Rolf Scamander       | Rolf Scamander       |                      |                      |                      |                      |                    |                    | Loena Leeflang     | Loena Leeflang     | Loena Leeflang     | Loena Leeflang     | Loena Leeflang   | Loena Leeflang   |                  |                  |                  |                  |
|                |                |                |                |                |                |                  |                  |                      |                      |                      |                      |                      |                      |                    |                    |                    |                    |                    |                    |                  |                  |                  |                  |                  |                  |
|                |                |                |                |                |                |                  |                  |                      |                      |                      |                      |                      |                      |                    |                    |                    |                    |                    |                    |                  |                  |                  |                  |                  |                  |
|                |                |                |                |                |                | Lorcan Scamander | Lorcan Scamander | Lorcan Scamander     | Lorcan Scamander     | Lorcan Scamander     | Lorcan Scamander     |                      |                      | Lysander Scamander | Lysander Scamander | Lysander Scamander | Lysander Scamander | Lysander Scamander | Lysander Scamander |                  |                  |                  |                  |                  |                  |